# ヤクタネゴヨウ
ヤクタネゴヨウ（屋久種子五葉、学名：Pinus amamiana）は、マツ科マツ属の針葉樹。別名はアマミゴヨウ（奄美五葉）。和名は屋久島と種子島が由来。
中国南部に分布するカザンマツ の変種 Pinus armandii var. amamiana とされる場合もある。

## 特徴
日本の九州の南に位置する屋久島および種子島にのみ自生する。自生種は屋久島で1000-2000本、種子島には200本ほどと推定されており、IUCN及び環境省のレッドリストで絶滅危惧種とされている。
ENDANGERED (IUCN Red List Ver. 2.3 (1994))
絶滅危惧IB類 (EN)（環境省レッドリスト）
日本の庭園にも植栽される。樹高は25m、樹幹の直径は1m以上に達する。針葉は五葉で球果の長さは5〜8cmである。近年、個体数が激減し、クロマツ、アカマツと同様にマツノザイセンチュウに対して感受性があることから、枯死の原因でないかとされている。